# Доксим Михаиловић
Доксим Михаиловић - Дебарац (20. фебруар 1883 — Младо Нагоричено, 24. октобар 1912) је био српски четнички војвода у Старој Србији и Македонији почетком 20. века.

## Биографија
Доксим Михаиловић Галичанац (још и Галичник, Крушевљанин), родио се у селу Галичник у 20. фебруара 1883. године. Завршио је основну школу у месту, а затим богословију у Призрену. Од 1904. године био је учитељ у родном Галичнику. Следеће 1905. постаје српски четнички војвода и учествује у борби на Челопеку, као део борбе за Македонију у оквиру српске акције у Македонији. Године 1907. одлази (по налогу српског конзула) у манастир Хиландар на Светој гори, где постаје настојник манастира. Као зналац грчког и турског језика извео је тамо одређену мисију. Затим добија службу директора српске школе у Ђевђелији.
Године 1910. почиње да се бави трговином и путује и тргује у Грчкој, Италији, Малти, Египту. По избијању Првог балканског рата враћа се у Србију, и уписује се у четнички одред војводе Војина Поповића Вука. Погинуо је другог дана Кумановске битке, 10. октобра 1912. године код села Младо Нагоричано. Био је то крвави окршај који су српски четници имали на вису Сртевици. Леш Доксима Михаиловића је после битке био на 300 метара у турским редовима и далеко од било ког погинулог српског војника.